# John van der Linden
John van der Linden (1961) is een Nederlands voormalig voetballer die uitkwam voor FC Utrecht. Hij speelde als middenvelder.
John van der Linden is een zoon van Tonny van der Linden.